# دويري
الدُوَيْرِي أو الدُحْرُوج (بالإنجليزية: Cycloid)‏ هو خط منحن تحدثه أيما نقطة من نقاط محيط الدائرة أو الطارة المتدحرجة في سطح مستو. فإذا دار دولاب دراجة هوائية على طريق مستوية استواء تاما فإن كل نقطة في المحيط الخارجي للدولاب تشكل دويريا منذ أن تمس الأرض أول مرة إلى أن تعاود مسها من جديد، متممة بذلك دورة كاملة. يكون طول الدويري أربعة أضعاف قطر الدائرة أو الطارة التي أحدثته.
ويتميز الدويري بأنه منحنى متساوي الزمن.

دويري متولد من نقطة لدائرة متدحرجة